# Alpheus heterochaelis
Alpheus heterochaelis là một loài tôm gõ mõ trong họ Alpheidae. Loài này được tìm thấy ở phía tây Đại Tây Dương và vịnh Mexico. Loài này có đôi càng to, mỏ nhỏ và không có gai ngạnh trên bên rìa mai của nó. Đây là loài tôm gõ mox lớn nhất trong chi trong phạm vi phân bố của nó, có chiều dài tối đa 5,5 cm. Nó có màu xanh lá cây tối mờ với màu cam và xanh biển đến khúc đuôi.
Loài tôm này được tìm thấy ở vùng biển nhiệt đới và cận nhiệt đới trong vịnh Mexico, Tây Ấn, Bermuda, và phía tây Đại Tây Dương từ phía nam Cape Hatteras đến Florida và Brasil. Chúng sinh sống gần đáy biển trong vùng nước nông có rạn san hô, đồng cỏ cỏ biển, đầm lầy nước mặn và các khu vực bùn. Nó thường che giấu mình trong một lỗ hổng tự nhiên trong ngày mặc dù người ta không biết rõ loài này có thể tự đào hang không.